# The Animals
The Animals (Энималс, с англ. — «Животные») — британская рок-группа, начинавшая на блюзовой и ритм-энд-блюзовой сцене Ньюкасла и Лондона. Один из основных представителей «британского вторжения» на американскую музыкальную сцену в начале 1960-х. Всемирную известность приобрела благодаря собственной обработке народной песни «The House of the Rising Sun».

## История
Группа образовалась в Ньюкасле в 1959 году, когда Алан Прайс (19.04.1942, клавишные) и Брайан («Чэс») Чендлер (18.12.1938, бас-гитара) познакомились в группе «The Kansas City Five». На волне общих увлечений блюзом и джазом они вскоре решили организовать собственную группу. К ним присоединился барабанщик Джон Стил (04.02.1941): группа получила название Alan Price Rhythm & Blues Combo. Поскольку группа была в неполном составе и немного не вписывалась в тогдашние представления о составе музыкального ансамбля (некоторые клубы требовали строгого соответствия этим представлениям от выступавших в них групп), иногда они приглашали на свои выступления знакомых: студента местного колледжа искусств и промышленного дизайна Эрика Бёрдона (11.05.1941), обладавшего неординарным голосом и певшего в группе «The pagans», в качестве вокалиста и гитариста Хилтона Валентайна (22.05.1943 — 29.01.2021) из группы The Wild Cat. Отличались они и репертуаром, тогда как как большинство любительских групп того времени играли популярные песни рок-н-ролльных исполнителей, основу репертуара будущих «The Animals» составили ритм-энд-блюзовые и блюзовые композиции американских блюзменов, что в большей степени отвечало характеру Ньюкасла, знаменитого своими угольными шахтами, и образу жизни в нём.
Группа начинала всё чаще выступать в различных клубах города, приобретая славу и профессионализм, и наконец настал момент, когда постоянные вокалист и гитарист стали необходимостью. Особо долго искать их не пришлось: музыканты уже сработались с Бёрдоном и Валлентайном, и когда им поступило предложение стать участниками группы на постоянной основе, они согласились. Это произошло в 1962 году. Тогда же в жизни музыкантов произошло ещё два события: они определились с постоянным местом выступлений — им стал клуб «Downbeat» — и сменили название. Последнее, правда, произошло почти случайно. Дело в том, что музыканты выделялись среди остальных групп оригинальной интерпретацией исполняемых композиций, в которых главный упор делался на клавишные, а не на гитару, и необычайно экспрессивной манерой исполнения Эрика Бёрдона, который буквально выкрикивал слова в микрофон. Сдержанными британцами подобное поведение и манера подачи песен были признаны эксцентричными, хоть и достойными внимания, а пресса окрестила музыкантов «животными» («animals»). Это слово и стало новым названием группы.
К концу 1963 г. музыканты приобрели уже достаточную известность в Ньюкасле и окрестностях, что позволило им дать ряд концертов с приехавшим в Англию на гастроли афроамериканским блюзменом Сонни Боем Уильямсоном. Они не выступали у него на разогреве: это было полноценное совместное турне, во время которого и Уильямсон подыгрывал на гитаре «The Animals» в некоторых композициях, и музыканты из группы (в частности, Алан Прайс и Эрик Бёрдон) участвовали в исполнении некоторых песен Уильямсоном. Таким вот образом 30 декабря 1963 г. они дали концерт в ньюкасльском клубе «A Go-Go», ставший для «The Animals» судьбоносным. Часть этого концерта с выступлением группы была записана для их поклонников на мини-LP (такие пластинки назывались ещё EP) и выпущена ограниченным тиражом в 500 экземпляров (позже этот альбом был переиздан под названием «In the begining». Вторая часть концерта, с выступлением Сонни Боя Уильямсона, была издана в 1974 г. под названием «The night time is the right time», а весь концерт — в 1990 г. под названием «Charlie Declare»). Один экземпляр этой пластинки попал к лондонскому менеджеру Джорджио Гомелски, результатом чего стал неожиданный переезд группы в Лондон в 1964 г., где фирма Columbia Records (филиал EMI) подписала с ней контракт. С этих пор делами группы от имени компании стал ведать продюсер Микки Мост. 2 мая 1964 г. вышел дебютный сингл группы — композиция из репертуара Боба Дилана «Baby Let Me Take You Home», слегка изменённая версия блюзового стандарта «Baby Let Me Follow You Down». Песня заняла 21-е место в хит-параде. Это был успех.
Весь май группа гастролировала по Англии вместе с Чаком Берри и группой «The Swinging Blue Jeans», в июне отправилась на гастроли в Японию, а 11 июня вышел сингл The House of the Rising Sun. Песня была достаточно давно известна публике: до этого её исполняли и записывали, начиная с 1933 года, различные фолк- и блюзовые певцы, в числе которых отметились Вуди Гатри (1941 г.) и легендарный Лидбелли (1948 г.). Также эту песню записывали Джош Уайт, Дэйв ван Ронк, Нина Симон, Джоан Баэз и Боб Дилан, но лишь в исполнении «The Animals» она стала мега-хитом (122-е место в списке 500 лучших песен по версии журнала «Роллинг Стоун»). Критика отметила как вокал Бёрдона, так и необычную аранжировку Алана Прайса. По словам Бёрдона, он слышал эту песню в Ньюкасле от певца Джонни Хандла во время майских гастролей с Чаком Берри, и музыканты решили записать её, чтобы разнообразить свой блюзовый репертуар фолк-песней. Вся работа заняла не более 15 минут. Именно после этой песни «The Animals» стали группой № 3 в мировой музыке, а само понятие «британское вторжение» стало ассоциироваться именно с вокалом Бёрдона. В этом же году вышел первый полноценный альбом группы, почти весь состоявший из кавер-версий песен Фэтса Домино, Джона Ли Хукера, Ларри Уильямса, Чака Берри и некоторых других исполнителей. Исключение составляла лишь песня «Story of Bo Diddley», написанная Бёрдоном на музыку Элиаса Макданиэла и исполненная в стиле «речитативных блюзов» Боба Дилана. Альбом занял высокие места в чартах и вскоре был выпущен и в американском варианте, слегка отличавшемся от английского.
В течение следующих двух лет The Animals достигли суперзвёздного статуса, чему способствовал ряд хит-синглов (в основном это были кавер-версии: Bring It On Home To Me Сэма Кука, Don’t Let Me Be Misunderstood Нины Симон) и несколько масштабных гастролей по США, по материалам которых они выпустили в 1965 году альбом «The Animals on the tour». Группа пользовалась огромной популярностью, в особенности у чернокожего населения Америки, чью музыку они активно пропагандировали. Эта популярность была так велика, что крупнейший афроамериканский журнал «Ebony» посвятил музыкантам пятистраничную статью, а после этого группа выступила в гарлемском концертном зале «Apollo». Ни до, ни после них ни одна белая музыкальная группа или исполнитель не удостаивались подобного приглашения.
Группа была на вершине славы. В 1965 г. вышел ещё один альбом, как и первый, состоявший из кавер-версий известных стандартов, однако весной этого года между музыкантами начались конфликты. Суть их была в том, что Бёрдон хотел исполнять аутентичные, народные американские блюзы (видимо, под влиянием работы над «House of the Rising Sun»), в то время как остальные музыканты по-прежнему предпочитали играть кавер-версии песен, написанных профессиональными авторами. Кроме того, Прайс и Бёрдон никак не могли поделить лидерство в группе. В результате 5 мая Алан Прайс после турне по Скандинавии ушёл из группы и создал группу «Alan Price Set». На его место был приглашён клавишник Дэйв Роуберри, по стилю напоминавший Прайса. Следующим шагом стало расторжение контракта с фирмой «Columbia», смена продюсера и заключение контракта с фирмой «Decca» с условием творческой свободы в выборе материала. Группа приступила к записи нового альбома, названного «Animalism», однако в феврале 1966 г. в разгар записи альбома коллектив покинул барабанщик Джон Стил. Его заменил Барри Дженкинс. Вышедший альбом, в котором была записана ещё одна фолк-песня «Inside Looking Out», в очередной раз подтвердил высокий статус группы, заняв 4-е место в чарте, но это не привело к миру внутри коллектива. Разногласия усиливались, и в сентябре 1966 г. группа распалась.

### После распада
Судьба музыкантов сложилась по-разному. Чэс Чэндлер стал менеджером Джими Хендрикса, затем — английских групп The Soft Machine и Slade. Джон Стил, выпустив один сингл, вернулся в Ньюкасл и стал бизнесменом. Эрик Бёрдон записал сольный альбом Eric is here (1967) и собрал новый состав под названием Eric Burdon & The New Animals, с которым выступил на фестивале в Монтерее, Калифорния. Вместе с ним Бёрдон записал четыре сильных и интересных альбома Winds of Change (1967), The Twain Shall Meet (1968), Every One of Us (1968) и Love Is (1968), отдав дань уважения царившей в музыке психоделии. Вскоре после выхода альбома Love Is Эрик распустил The New Animals и присоединился к фанк-роковой группе War, став их вокалистом и продюсером.

### Воссоединения
Однако через два года после своего распада музыканты The Animals сыграли вместе на рождественском представлении в Ньюкасле. Затем они опять расстались, но в январе 1976 года снова собрались и в классическом составе, с Прайсом и Стилом, отыграли несколько джем-сейшнов в доме у Чеса Чендлера, после чего было решено записать альбом под маркой «The Original Animals». Альбом, названный Before We Were So Rudely Interrupted, был записан, но из-за разных юридических сложностей был выпущен лишь через год, после того как Чендлер, недовольный своей игрой, попытался восстановить утраченную гибкость пальцев и переписал свою партию бас-гитары. Альбом получил отрицательные отзывы критиков (особенно досталось Чендлеру как музыканту и продюсеру) и занял лишь 70-е место в хит-параде, и то в США. Группа распалась вновь.
В следующий раз музыканты собрались вместе летом 1983 года, выпустив сингл «Love is for all love», попавший в американский ТОП-50, затем — альбом «Ark», а в октябре дав два концерта в лондонском «Albert Hall». В начале следующего года, был выпущен концертный альбом, записанный на стадионе Уэмбли, и записана телепрограмма с участием The Animals, после чего музыканты совершили два турне по Англии. Однако всё это уже не имело успеха, и группа распалась вновь.
В третий раз группа собралась в 1993 году, по инициативе Хилтона Валентайна, уговорившего Чендлера поиграть в группе Hilton Valentine’s Animals. В 1994 году к ним присоединился Стил, после чего группа сменила название на The Animals II. Музыканты исполняли классические песни The Animals, однако в 1996 г. Чэс Чендлер скончался от острой сердечной недостаточности.
Группа временно прекратила свою деятельность, пока в 1999 году к ним не присоединился Роуберри, на место вокалиста не пришёл Тони Лиддл, а место басиста не занял Джим Родфорд. Этот состав вернул себе классическое название группы.
В 2000 году Родфорд ушёл из группы, на его место был приглашён Крис Аллен. В этом составе был записан последний концертный альбом.

## Состав
- The Animals
  - Эрик Бёрдон — вокал (1962—1966)
  - Алан Прайс — клавишные, электроорган (1962—1965)
  - Хилтон Валентайн — гитара (1962—1966)
  - Чэс Чэндлер — бас-гитара, бэк-вокал (1962—1966)
  - Джон Стил — ударные (1962—1966)
  - Мик Галлахер — клавишные (1965)
  - Дэйв Роуберри — клавишные (1965—1966)
  - Барри Дженкинс — перкуссия (1966)
- Eric Burdon & The (New) Animals
  - Эрик Бёрдон — вокал (1966—1969)
  - Вик Бриггс — гитара, клавишные, труба (1966—1968)
  - Джон Вейдер — гитара, бас-гитара, скрипка (1966—1969)
  - Дэнни Маккаллох — бас-гитара (1966—1968)
  - Барри Дженкинс — перкуссионные (1966—1969)
  - Зут Мани — клавишные, вокал (1968—1969)
  - Энди Саммерс — гитара, бас-гитара (1968—1969)
- The Animals (1975—1976)
  - Эрик Бёрдон — вокал
  - Хилтон Валентайн — гитара
  - Алан Прайс — клавишные
  - Чэс Чэндлер — бас-гитара
  - Джон Стил — ударные, перкуссионные
- The Animals (сентябрь 1983 — декабрь 1983)
  - Эрик Бёрдон — вокал
  - Хилтон Валентайн — гитара
  - Алан Прайс — клавишные
  - Чэс Чэндлер — бас-гитара
  - Джон Стил — ударные, перкуссионные
  - Зут Мани — клавишные, бэк-вокал
  - Стив Грант — гитара, синтезатор, вокал фона
  - Стив Грэгори — тенор-саксофон, баритон-саксофон
  - Ниппи Ноя — перкуссионные

## Дискография

### Альбомы
- 1964 The Animals
- 1965 Animal Tracks
- 1966 Animalisms

### Eric Burdon & The Animals
- 1967 Eric Is Here (США) (Сольный альбом Эрика Бёрдона)
- 1967 The Best Of Eric Burdon And The Animals vol.2 (США)
- 1967 Winds of Change
- 1968 The Twain Shall Meet
- 1968 Every One of Us
- 1968 Love Is
- 1969 The Greatest Hits Of Eric Burdon And The Animals

### The Animals (прочее)
- 1976 Before We Were So Rudely Interrupted
- 1983 Ark
- 1984 Rip It to Shreds — Their Greatest Hits Live
- 1965 British Go Go
- 1965 In the Beginning
- 1974 The Animals & Sonny Boy Williamson — In The Night Time Is The Right Time
- 1975 The Animals And Sonny Boy Williamson
- 2003 Interesting Life
- 2003 Complete French EP 1964/1967

## Синглы
| Год  | Заголовок                             | UK | US |
|      | The Animals                           |    |    |
| ---- | ------------------------------------- | -- | -- |
| 1964 | «Baby Let Me Take You Home»           | 21 | -  |
| 1964 | «Gonna Send You Back to Walker»       | -  | 57 |
| 1964 | «House of the Rising Sun» (3:58 edit) | 1  | 1  |
| 1964 | «I’m Crying»                          | 8  | 19 |
| 1965 | «Don't Let Me Be Misunderstood»       | 3  | 15 |
| 1965 | «Bring It On Home to Me»              | 7  | 32 |
| 1965 | «We Gotta Get Out of This Place»      | 2  | 13 |
| 1965 | «It’s My Life»                        | 7  | 23 |
| 1966 | «Inside-Looking Out»                  | 12 | 34 |
| 1966 | «Don’t Bring Me Down»                 | 6  | 12 |
|      | Eric Burdon and the New Animals       |    |    |
| 1966 | «See See Rider» (2:44 edit)           | -  | 10 |
| 1966 | «Help Me Girl»                        | 14 | 29 |
| 1967 | «When I Was Young»                    | 45 | 15 |
| 1967 | «Good Times»                          | 20 | -  |
| 1967 | «San Franciscan Nights»               | 7  | 9  |
| 1967 | «Anything»                            | -  | 80 |
| 1967 | «Monterey»                            | -  | 15 |
| 1968 | «Sky Pilot»                           | 40 | 14 |
| 1968 | «White Houses»                        | -  | 67 |
| 1969 | «Ring of Fire»                        | 35 | -  |
| 1969 | «River Deep, Mountain High»           | -  | -  |
|      | Перевыпуск                            |    |    |
| 1972 | «House of the Rising Sun»             | 25 | -  |
| 1982 | «House of the Rising Sun»             | 11 | -  |
|      | The Animals (реформ.)                 |    |    |
| 1983 | «The Night»                           | -  | 48 |